# 베이투청역
베이투청역(중국어: 北土城站)은 중국 베이징시 차오양구 야윈춘 가도의 베이천로·베이투청 서로·베이투청 동로 교차로에 위치하는 베이징 지하철 8호선과 10호선의 환승역으로 2008년 7월 19일 10호선 1단계 및 8호선 1단계(올림픽 지선) 개통과 함께 개장하였다. 싼위안차오역과 함께 베이징 지하철 개통 이후 최초의 환승역이 된 역 중 하나이다. 역명은 원대도의 수도였던 베이청탄(北城垣) 유적지의 중심축에 위치해 있어 제정되었다.

## 위치
이 역은 베이투청 동로(北土城东路) - 베이투청 서로(北土城西路)(동서 방향)와 베이천로(北辰路)(남북 방향)의 교차점 아래에 위치한다. 10호선 역은 동서 방향, 8호선 역은 남북 방향으로 운행되며, 두 노선의 역은 'T'자 형태로 교차한다. 역의 북동쪽에는 올림픽 스포츠 센터가 있고, 북서쪽에는 중화민족원이 있다.

## 역 구조
이 역은 3층 건물의 지하역이다.

### 층별 구조
| 지면층                       | 가도                            | A—F출입구                              |
| 지하 1층 8, 10호선 대합실 층 | 대합실                          | 고객 센터, 자동 발권기, 출입 게이트    |
| 지하 2층 10호선 승강장       | ←                               | ■ 10호선 외선 순환 (젠더먼)            |
| 지하 2층 10호선 승강장       | 섬식 승강장, 왼쪽 출입문이 열림 |                                        |
| 지하 2층 10호선 승강장       | →                               | ■ 10호선 내선 순환 (안전먼)            |
| 지하 3층 8호선 승강장        | ←                               | ■ 8호선 주신좡 방면 (올림픽스포츠센터) |
| 지하 3층 8호선 승강장        | 섬식 승강장, 왼쪽 출입문이 열림 |                                        |
| 지하 3층 8호선 승강장        | →                               | ■ 8호선 잉하이 방면 (안화차오)         |

### 대합실
이 역의 지하 1층은 대합실 층으로 'T'자 형태로 10호선과 8호선이 공유하는 구조로, 대합실에 카드 충전 및 환불 지점이 위치한다. 10호선 대합실 서쪽 끝과 8호선 대합실 북쪽 끝에 자동심장충격기가 있다.

### 승강장 및 환승
이 역 지하 2층은 10호선 섬식 승강장으로 베이투청 서로 - 베이투청 동로 아래에 위치하며 도시적인 스타일로 장식되어 있다. 지하 3층은 베이천로 아래에 위치한 8호선의 섬식 승강장으로 중국 문화를 반영한 청화백자 문양을 장식 문양으로 사용했다. 스크린도어에도 중국 고전적 요소의 문양이 인쇄되어 있고, 흰색 천장은 고대 중국 케이슨의 형태를 본뜬 것이다.
2층 승강장은 10호선에서 8호선으로의 수직 환승을 실현하기 위해 두 승강장 교차점에 환승 계단이 설치되었다. 8호선에서 10호선으로의 환승은 지하 1층 공용역사 대합실로 올라간 다음 지하 2층 10호선 승강장으로 이동하는 방식으로 가능하다.
이 역의 8호선 승강장 북쪽 끝에 건넘선이 있고, 이 역의 남동쪽 사분면에 8호선과 10호선이 2개 연결되어 열차 배차에 편리한 구조로 되어 있다. 8호선 승강장 남쪽 끝에도 건넘선이 존재한다.

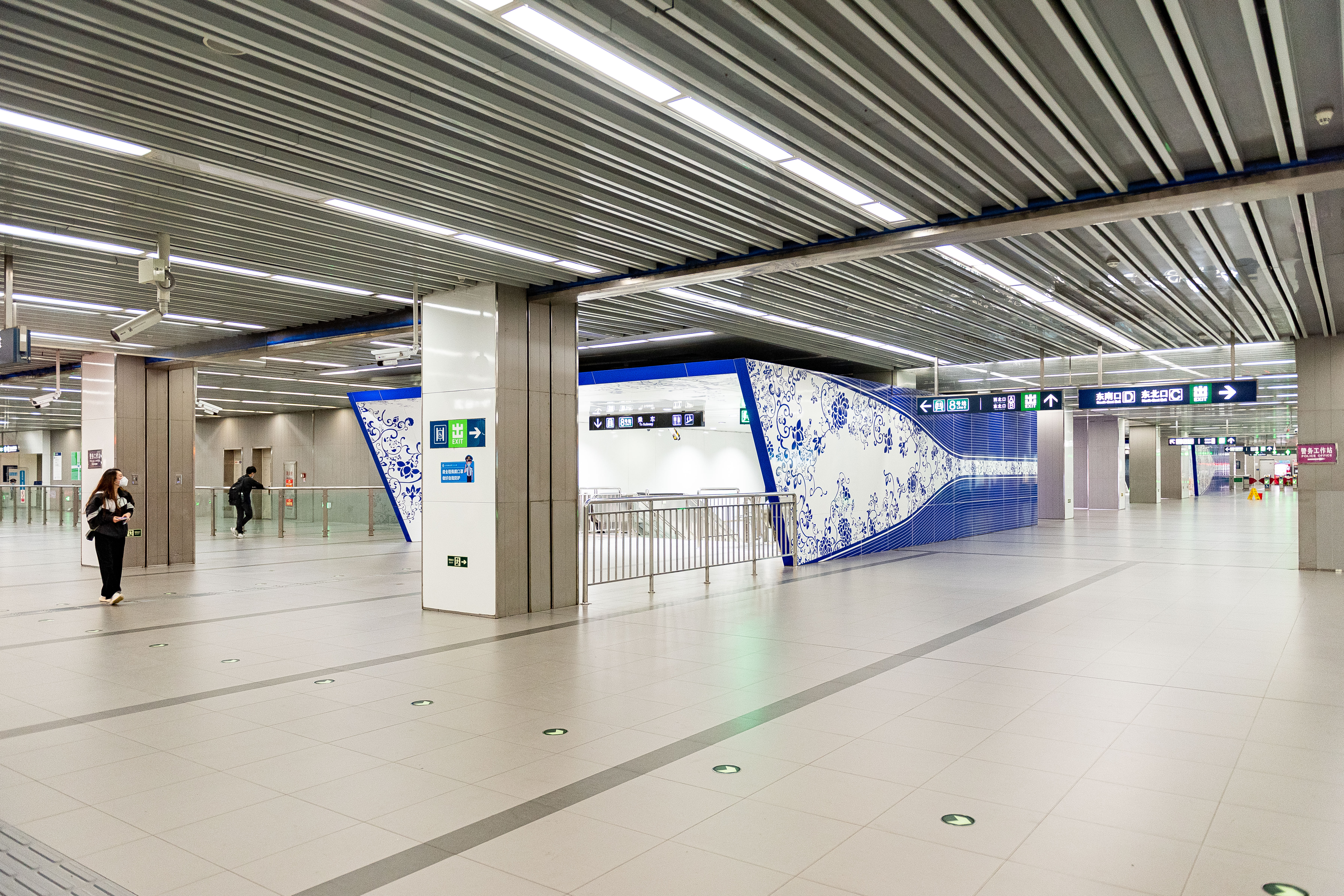
8호선 대합실 (2021년 4월 촬영)
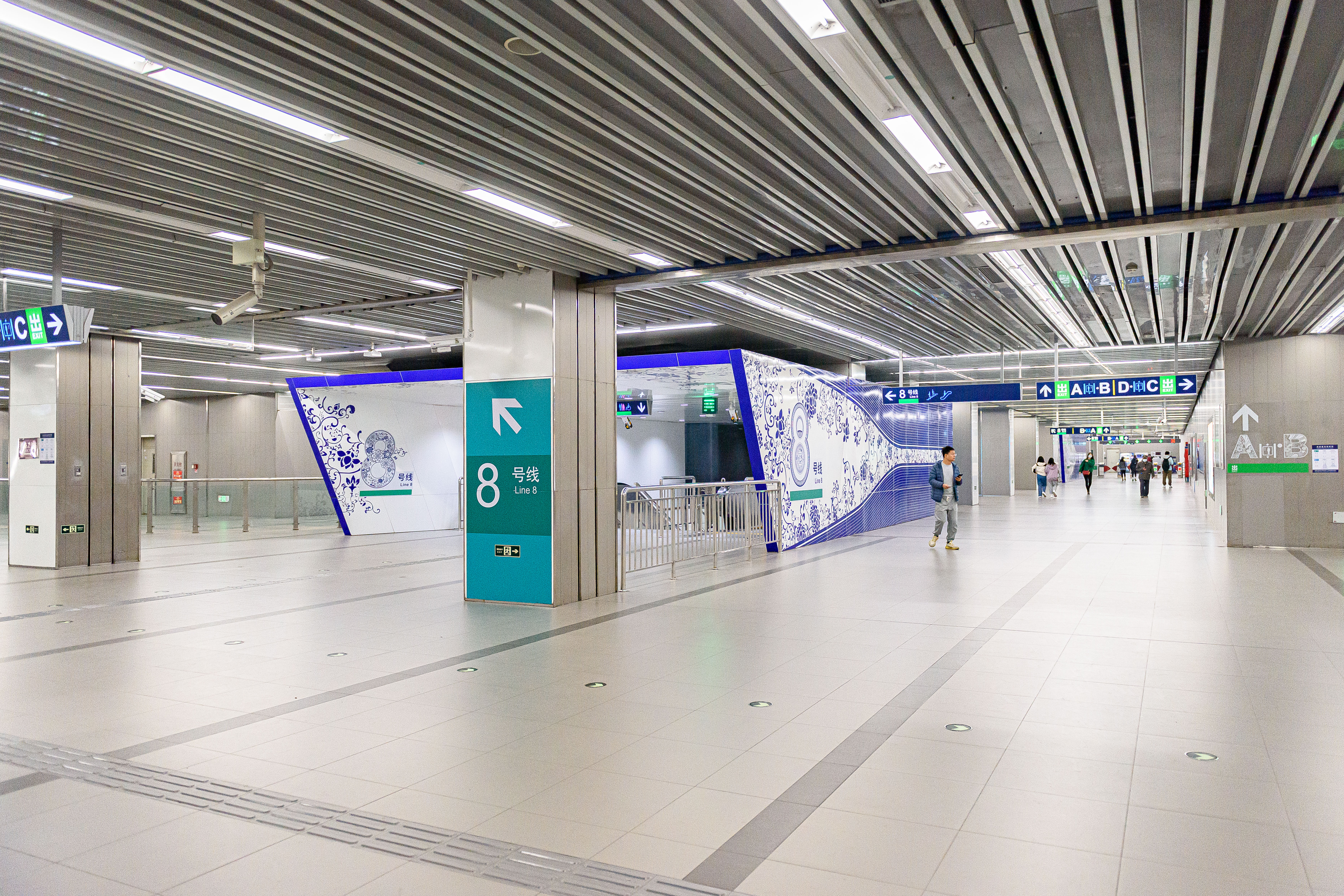
8호선 대합실 (2024년 3월 촬영)
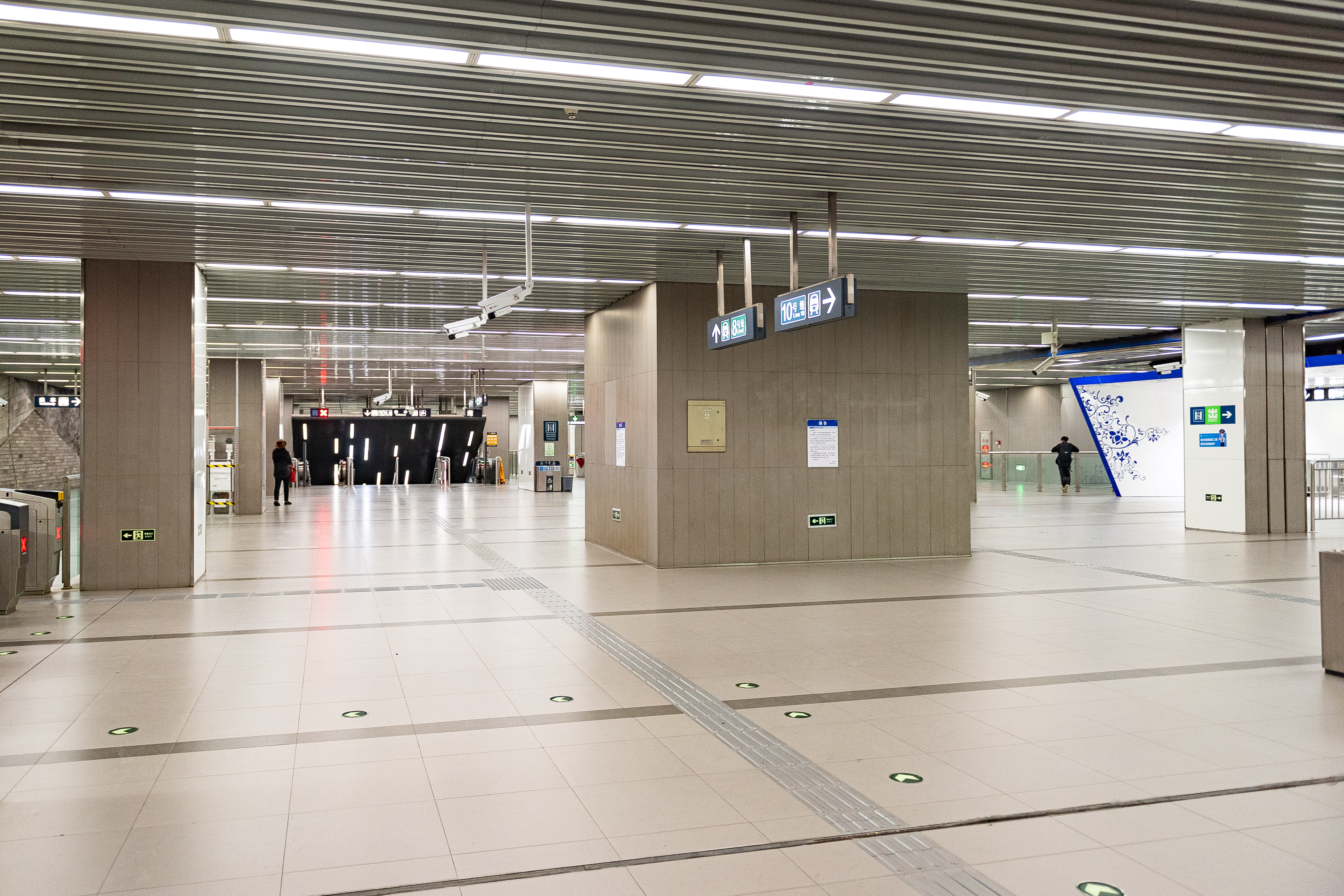
10호선 대합실 (2021년 4월 촬영)
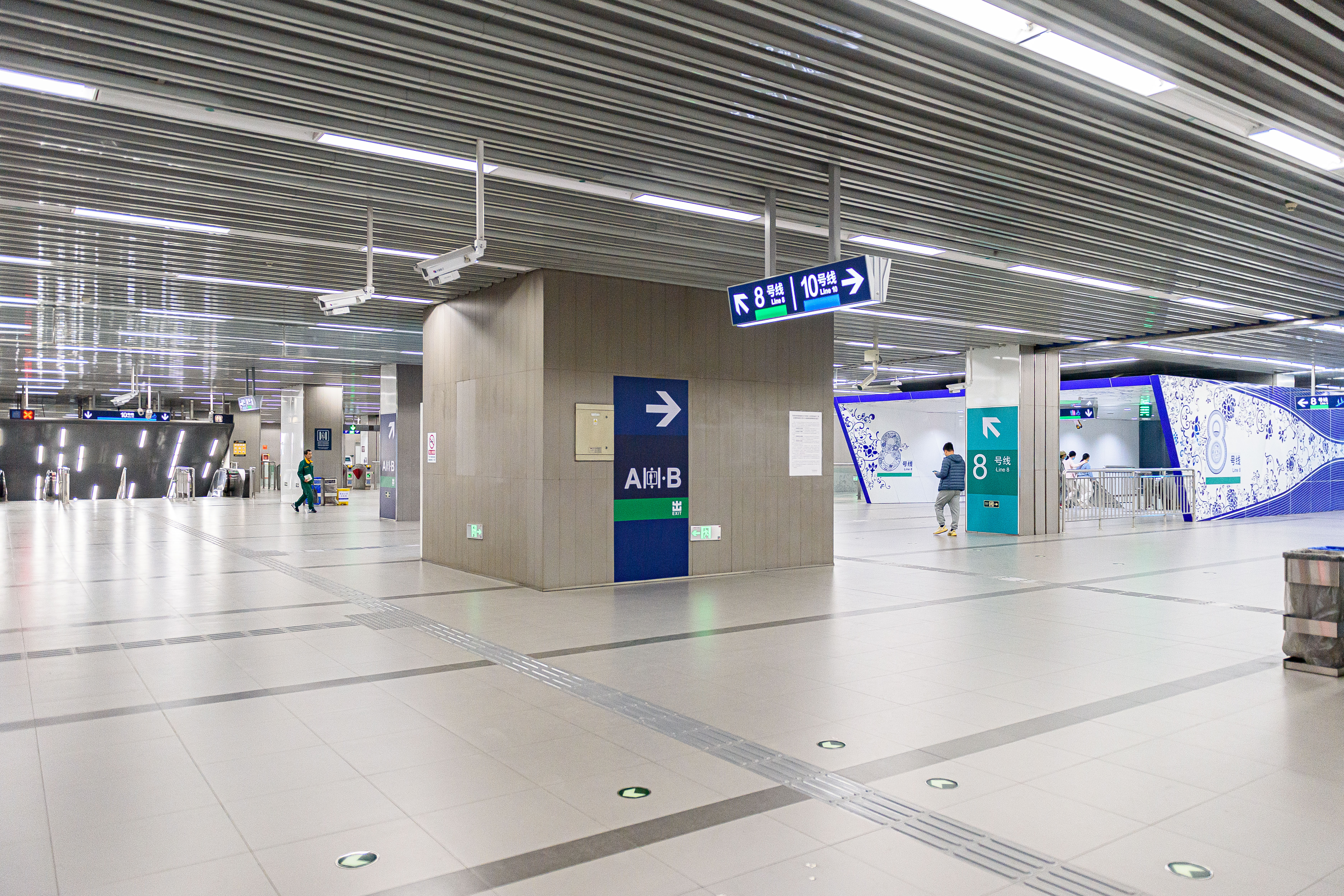
10호선 대합실 (2024년 3월 촬영)
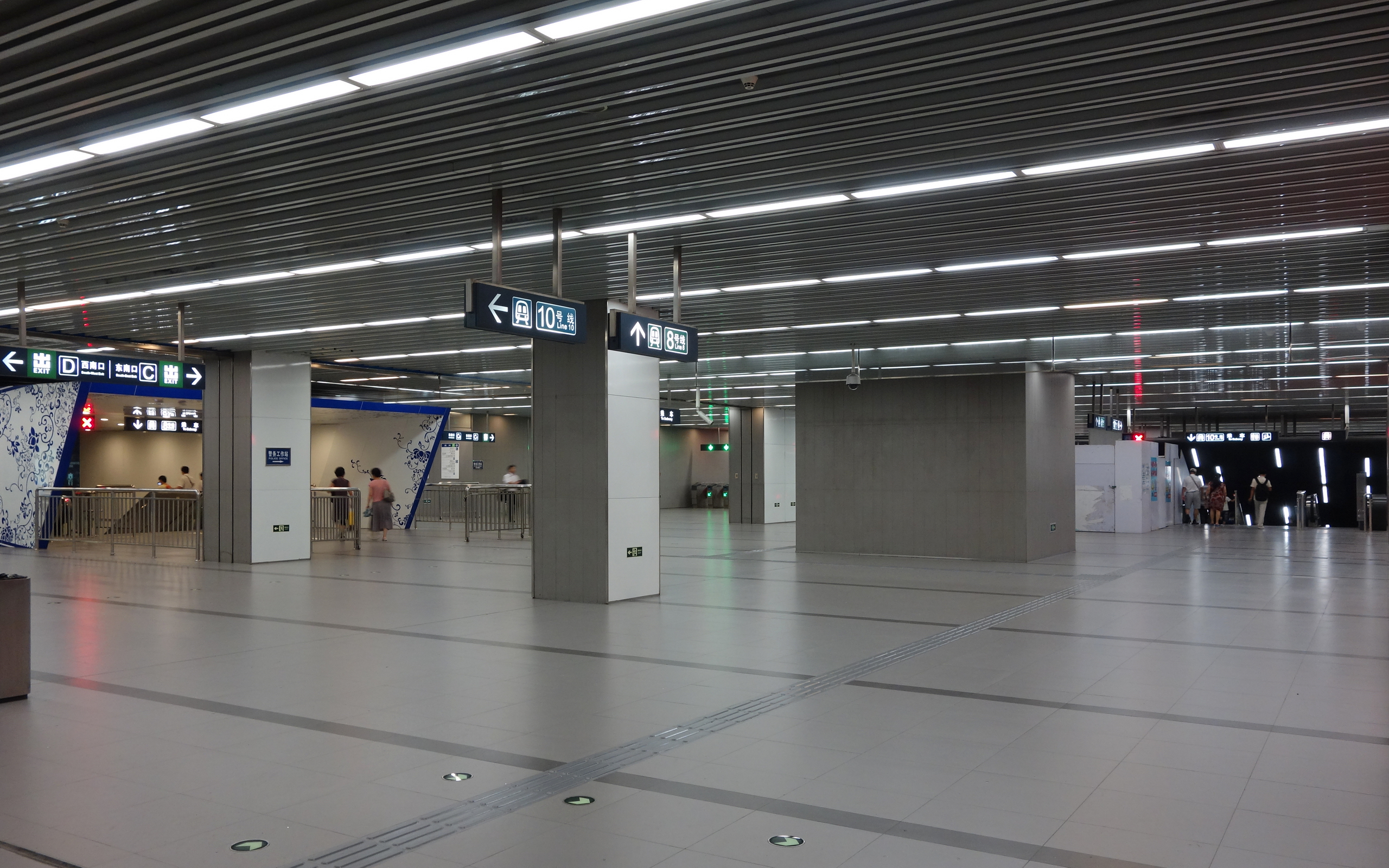
10호선과 8호선 베이투청역 공용 대합실 층 (2013년 7월 촬영)
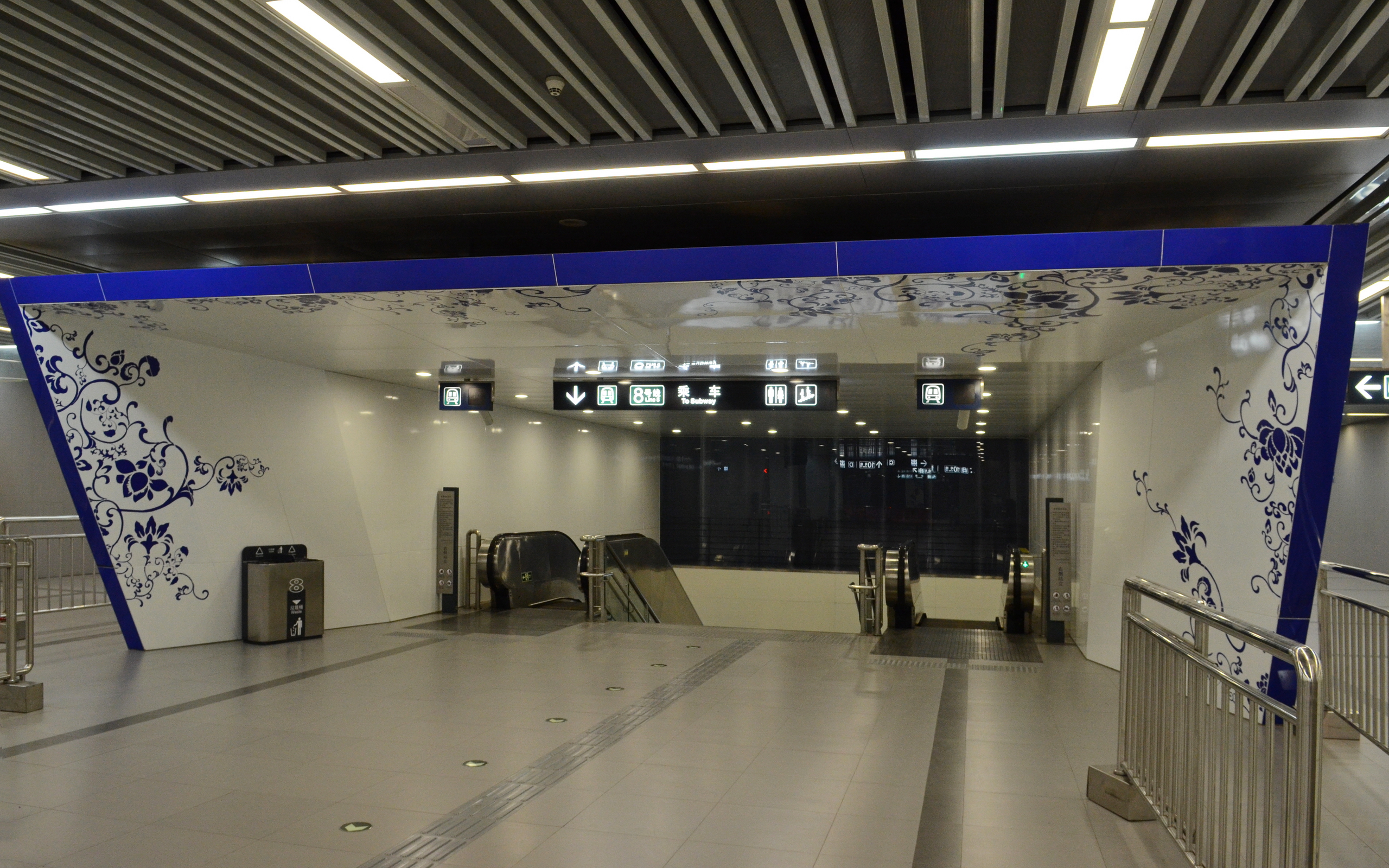
8호선 승강장 계단 (2011년 5월 촬영)
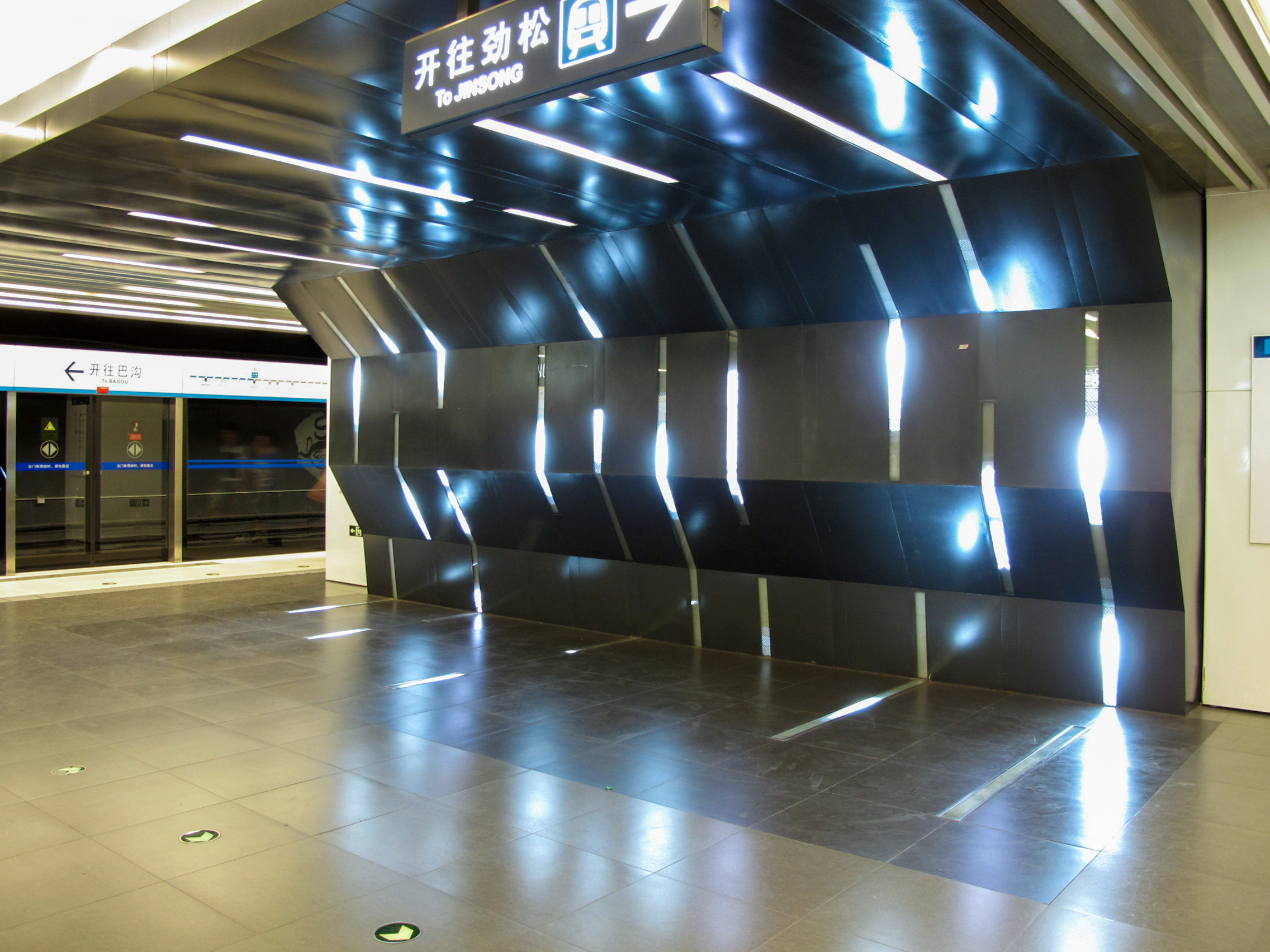
10호선 승강장 도시형 LED장식 (2010년 5월 촬영)
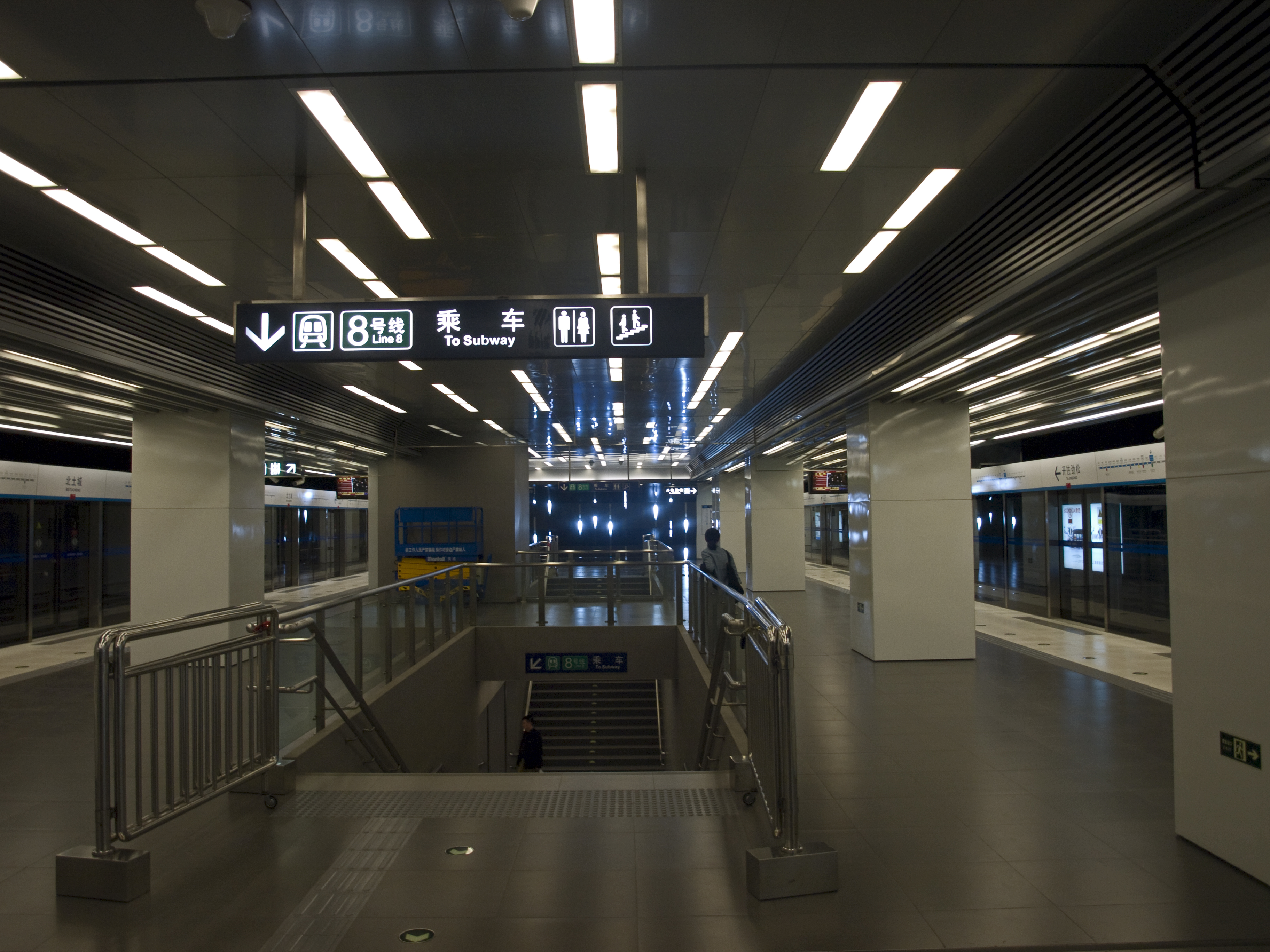
10호선과 8호선 승강장 사이 환승 계단 입구 (2010년 5월 촬영)
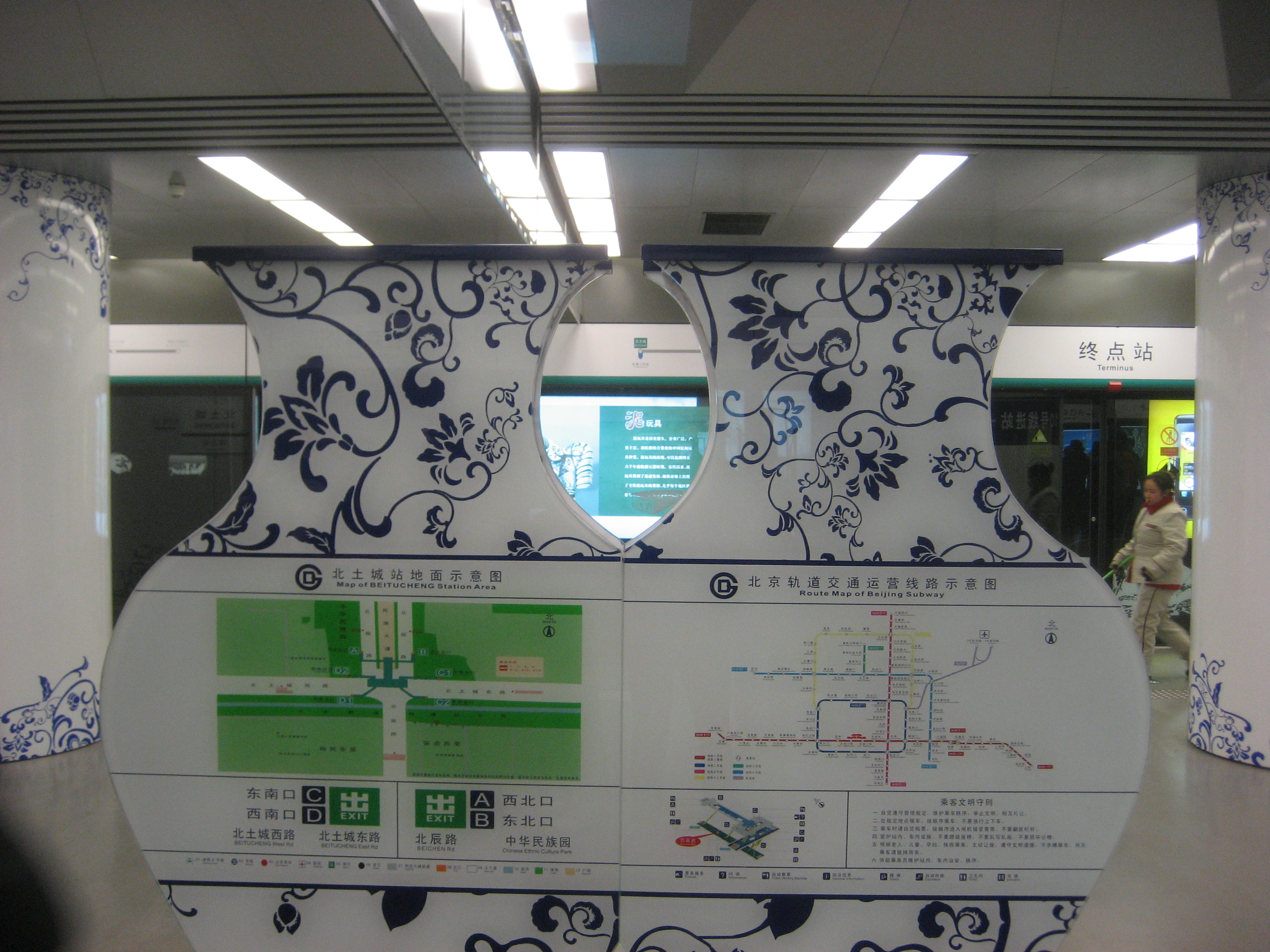
8호선 베이투청역 승강장의 청화백자 스타일 간판 (2009년 1월 촬영)

## 출입구
역에는 북서쪽(A), 북동쪽(B), 남동쪽(C1, C2), 남서쪽(D1, D2) 등 6개의 출입구와 지상으로 직접 연결되는 4개의 수직 엘리베이터가 있다. 2017년 7월 20일, 기존 출입구 C1(남동쪽 출입구)은 출입구 C(북동쪽 출입구)로, 기존 출입구 C2(남동쪽 출입구)는 출입구 D로 조정되었으며, 기존 출입구 D1(남서쪽 출입구)은 E출입구로 조정되었다. 또한, 기존의 D2 출구(남서쪽 출구)가 F 출구(북서쪽 출구)로 조정되었다.
|                              |                                |                                                                  |      |           |
|                              |                                |                                                                  |      |           |
| 출구                         | 지시                           | 목적지                                                           | 사진 | 편의 시설 |
| ■ 8호선 ■ 10호선 역사와 연결 |                                |                                                                  |      |           |
| 出口 · A                     | 베이천로(北辰路) 서측          | 중화민족원(中华民族园)                                           |      |           |
| 出口 · B                     | 베이천로(北辰路) 동측          |                                                                  |      | 빈칸      |
| 出口 · C                     | 베이투청 동로(北土城东路) 북측 |                                                                  |      |           |
| 出口 · D                     | 베이투청 동로(北土城东路) 남측 | 원대도 성벽 유적지 공원(元大都城垣遗址公园), 안전 서로(安贞西里) |      | 빈칸      |
| 出口 · E                     | 베이투청 동로(北土城东路) 남측 | 원대도 성벽 유적지 공원(元大都城垣遗址公园), 유민 동리(裕民东里) |      | 빈칸      |
| 出口 · F                     | 베이투청 동로(北土城东路) 북측 | 중화민족원(中华民族园)                                           |      | 빈칸      |
| 아이콘 설명: 엘리베이터      |                                |                                                                  |      |           |

## 역세권 정보
- 중국민족박물관(중국어 간체자: 中国民族博物馆, 정체자: 中國民族博物館)